# The Wailin’ Jennys
The Wailin’ Jennys ist ein Folk-Trio aus Winnipeg/Manitoba und New York und besteht seit dem Jahr 2002. Ihm gehören Ruth Moody (Sopran), Nicky Mehta (Mezzosopran) und Heather Masse (Alt) an.
Gegründet wurde die Gruppe von Moody, Mehta und Cara Luft. Luft verließ sie 2004 und wurde durch Annabelle Chvostek ersetzt. Auf sie folgte 2007 Heather Masse. Während ihren Tourneen und für ihre CD-Aufnahmen ziehen die Wailin' Jennys weitere Musiker hinzu. Der Name (wailin’ = jammernd, klagend) ist eine selbstironische, humorvolle Anspielung auf den Countrysänger Waylon Jennings.
Melodik und Mehrstimmigkeit kennzeichnet die Musik der Wailin’ Jennys. In ihr verbinden sich Folk, Country und Jazz. Fast alle Stücke sind Eigenkompositionen und neu arrangierte Volkslieder. Unterstützt werden die Stimmen hauptsächlich durch akustische Instrumente. Auf ihrem Album Fifteen (zum 15-jährigen Bestehen der Band) haben sie neben einem Traditional acht Coverversionen bekannter Songs aufgenommen.
In Episode 3 der Staffel 3 der US-Serie Falling Skies wird der Titel „One Voice“ gespielt.
Im Jahr 2005 gewann die Gruppe die Auszeichnung Juno Award for Roots & Traditional Album of the Year – Group für ihr Album 40 Days. Bei den Juno Awards 2012 konnten sie diesen Erfolg mit Bright Morning Stars wiederholen.

## Diskografie
- The Wailin’ Jennys (EP), 2003
- 40 Days, 2004
- Firecracker, 2006
- Live at the Mauch Chunk Opera House, 2009
- Bright Morning Stars, 2011
- Fifteen, 2017